# Danielle Fishel
Danielle Christine Fishel est une actrice américaine, née le 5 mai 1981 à Mesa en Arizona (États-Unis).

## Filmographie

### Cinéma
- 2001 : Longshot (en) : Gloria
- 2003 : Drôle de campus (en) (National Lampoon Presents Dorm Daze) : Marla
- 2004 : Gamebox 1.0 : Kate / Princesse
- 2006 : The Chosen One (en) : Donna Goldstein (voix)
- 2006 : National Lampoon's Dorm Daze 2 (en) : Marla
- 2015 : Boiling Pot (en) : Valerie Davis

### Télévision
- 1992-1993 : La Fête à la maison (Full House) (série télévisée) : Jennifer P.
- 1993 : Harry et les Henderson (Harry and the Henderson) (série télévisée) : Jessica
- 1993-2000 : Incorrigible Cory (Boy Meets World) (série télévisée) : Topanga Lawrence
- 1996 : Kirk (en) (série télévisée) : Heather
- 2000 : Rocket's Red Glare (en) (téléfilm) : Sarah Miller
- 2001-2002 : Nikki (série télévisée) : Stacy
- 2002 : Aux portes du cauchemar (The Nightmare Room) (série télévisée) : Camp Counselor
- 2003 : Oui, chérie ! (Yes Dear) (série télévisée) : Katie
- 2014-2017 : Le Monde de Riley (Girl Meets World) (série télévisée) : Topanga Lawrence Matthews
- 2015-2016 : Souvenirs de Gravity Falls (Gravity Falls) (Série TV) : Pyronica (voix)